# 中央結算及交收系統
中央結算及交收系統（The Central Clearing And Settlement System，缩写为），簡稱中央結算系統，是一個專為在香港聯交所上市的證券買賣而設的電腦化賬面交收系統；中央結算系統原本的設計只為讓香港交易所轄下的香港中央結算有限公司(結算公司)可向市場中介人士，例如經紀及託管商，提供結算所服務，再由中介人士向其客戶提供結算服務。現時，鑑於投資者希望享有賬面結算及交收系統的優點及對他們的股份擁實質的操控權，個人及公司投資者現在可於中央結算系統開設投資者戶口。
投資者戶口實際上是一個存管股票的戶口。投資者戶口持有人仍須透過經紀或託管商(同時為中央結算系統參與者)進行股份買賣及有關交收; 投資者戶口持有人仍要自行管理本身在交收過程中所涉及的交收風險。

## 用途
參與中央結算系統的投資者可以： 
- 操控他們存放於中央結算系統的股份轉移
- 擁有存放於中央結算系統的股份的持股紀錄
- 對存放於中央結算系統的股份享有法律保障
- 直接從上市發行人收取公司資料
- 享有多種通訊渠道，包括「結算通」電話系統、「中央結算系統互聯網系統」及客戶服務中心

## 外部連結
- 香港交易及結算所有限公司 （页面存档备份，存于）